# Blender Game Engine
Blender Game Engine — игровой движок, разработанный Blender Foundation, замороженный подпроект Blender.  Представляет интерактивные функции, такие как определение коллизий, движок динамики и программируемая логика. Также он позволяет создавать отдельные real-time — приложения начиная от архитектурной визуализации до видео игр. Удалён из пакета Blender в версии 2.8.

## История
Эрвин Куманс и Джино ван ден Берген разработали игровой движок Blender Game Engine в 2000 году. Целью было создание коммерческого продукта, который можно было бы продавать, чтобы легко создавать игры и другой интерактивный контент в удобной для художника манере. Эти игры могли работать либо как самостоятельные приложения, либо встроены в веб-страницу с помощью специального плагина, разработка которого в конечном итоге была прекращена, так как невозможность использования песочницы Python вызывала проблемы с безопасностью, хотя позднее были предприняты усилия по ее возрождению (была рассмотрена обновленная альфа-версия для Internet Explorer, а также поддержка Firefox и COLLADA). Появился еще один плагин под названием Burster, который обеспечивает безопасный встроенный геймплей на веб-сайтах, с поддержкой песочницы и шифрования.
Ключевой код в библиотеке физики (SUMO) не стал открытым исходным кодом, когда это сделали остальные части Blender’a, что не позволяло игровому движку функционировать до версии 2.37a.
В Blender 2.41 была показана версия, которая была почти полностью посвящена игровому движку; аудио поддерживалось.
В версии 2.42 было продемонстрировано несколько значительных новых возможностей, в том числе интеграция библиотеки динамики жесткого тела Bullet.
В релизе 2.48 была добавлена новая система для интеграции GLSL шейдеров и физики мягкого тела, чтобы помочь вернуть игровой движок в соответствие с современными игровыми движками. Как и Blender, он использует OpenGL, кроссплатформенный графический слой, для взаимодействия с графическим оборудованием.
В 2010 году были интегрированы библиотеки построения навигационной сетки с открытым исходным кодом и поиска путей Recast и Detour. Audaspace также было запрограммированно для обеспечения возможности Python-а для ручного управления звуком. Эта библиотека использует OpenAL или SDL в качестве бэкэнда.
Тон Розендаль заявлял, что в будущем игровой движок Blender Game Engine будет интегрировать систему в Blender как «режим взаимодействия» для игровых прототипов, архитектурных решений и научных симуляторов. Один из разработчиков Blender’a Мартин Бергер (Martijn Berger) заявил, что «секвенсер и игровой движок находятся под серьезной угрозой удаления, если мы не сможем придумать хорошее решение во время проекта 2.8».
16 апреля 2018 года игровой движок Blender Game Engine был удален из Blender’a перед запуском 2.8.
В обновлении 2.8 команда разработчиков Blender’a специально упомянула движок Godot, как подходящую замену для мигрирующих пользователей Blender Game Engine.
Blender работает над тем, чтобы иметь хорошую поддержку внешних игровых движков, таких как Godot, Armory3D и Blend4Web.

## UPBGE
UPBGE (Uchronia Project Blender Game Engine) — это ветвь Blender’a, созданная компанией Tristan Porteries и ее друзьями в сентябре 2015 года. Это независимая ветка с целью очистки и улучшения официального кода Blender Game Engine, экспериментов с новыми функциями и реализации забытых функций, которые существуют в настоящее время, но не были объединены с основной веткой Blender’a. Сборки UPBGE Blender’a можно скачать с сайта upbge.org. С конца 2017 года команда UPBGE интегрирует свой код с невыпущенной версией Blender’a 2.8 и намерена использовать новый основанный на физике рендер в режиме реального времени в Blender’е 2.8, который называется Eevee. В настоящее время ведутся дискуссии о том, что код UPBGE станет частью будущего официального релиза Blender’a.

## Gallery

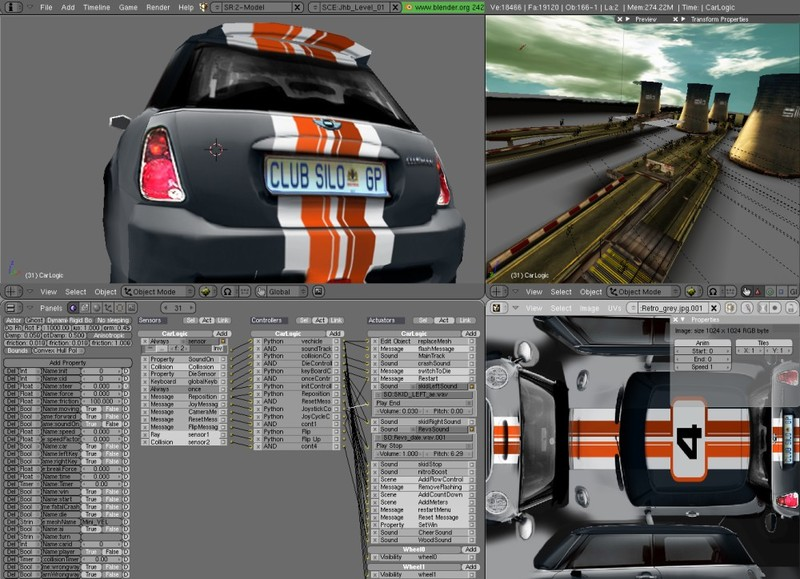
Blender Game Engine 2.42 скриншот
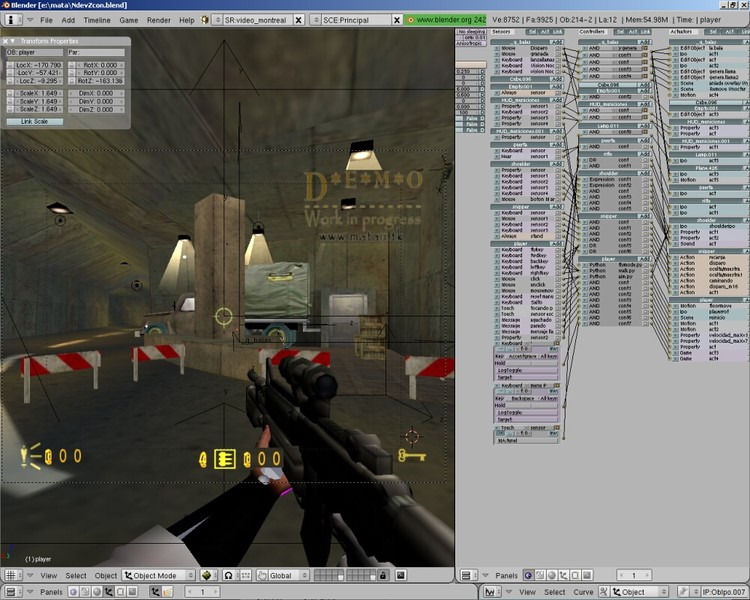
Blender Game Engine 2.42 скриншот
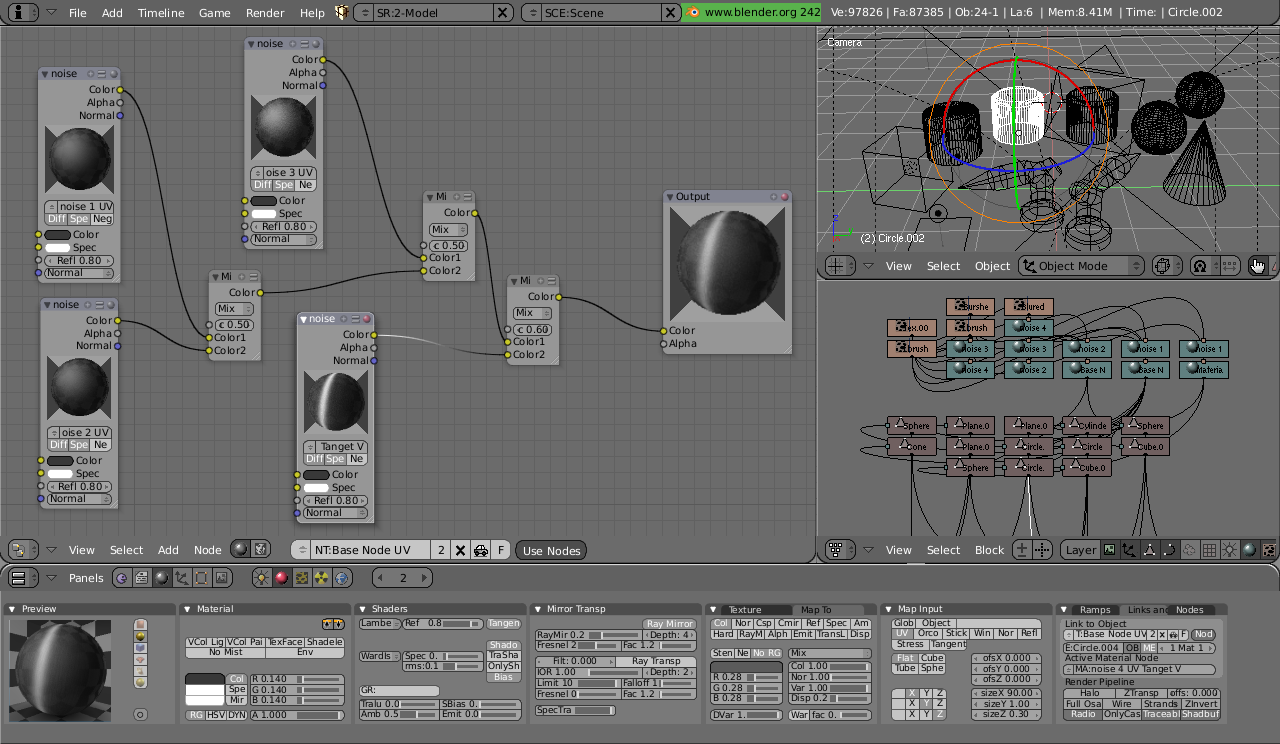
Blender GLSL shader node editor 2.42 скриншот
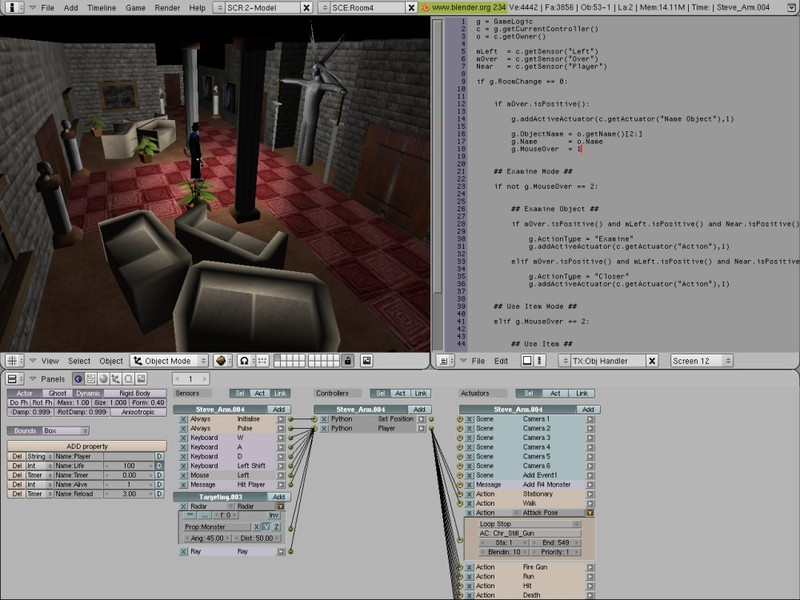
Logic Bricks и Python Scripting